# یواس‌اس کابزون (اس‌اس-۳۳۴)
یواس‌اس کابزون (اس‌اس-۳۳۴) (به انگلیسی: USS Cabezon (SS-334)) یک زیردریایی بود که طول آن ۳۱۱ فوت ۹ اینچ (۹۵٫۰۲ متر) بود. این زیردریایی در سال ۱۹۴۴ ساخته شد.